# Финале Купа европских шампиона 1975.
Финале Европског купа 1975. је била фудбалска утакмица између Бајерна из Минхена из Западне Немачке и Лидс јунајтеда из Енглеске, одиграна 28. маја 1975. на Парку принчева у Паризу. Био је то финални меч сезоне 1974–75 у првом европском куп такмичењу, Европском купу. Бајерн Минхен се појавио у свом другом финалу, победили су у такмичењу претходне сезоне, победивши шпански Атлетико Мадрид са 4–0 у репризи након што је први меч завршио резултатом 1–1. Лидс се појавио у свом првом финалу.
Као бранилац титуле Европског купа, Бајерн Минхен није играо у првом колу, док је Лидс напредовао кроз четири кола до финала. Утакмице Бајерна су углавном биле тесне. Победили су совјетски тим Арарат Јереван укупним резултатом 2–1 у четвртфиналу и победили у полуфиналу против француског тима Сент Етјен 2–0 укупним резултатом. Утакмице Лидса су се кретале од тесних па до лагодних победа. У другом колу су победили мађарски тим Ујпешт укупним резултатом 5–1, док су у полуфиналу победили шпанску Барселону 3–2.
Финале је играно пред 48.374 гледалаца, Лидс је имао најбољу уводну размену на мечу и имао је две жалбе за пенал који је одбио судија Мишел Китабђијан. Два Бајернова играча су се повредила у првом полувремену, одбрамбени играч Бјорн Андерсон и нападач Ули Хонес, након снажних дуела са играча Лидса. Гол Питера Лоримера за Лидс у 62. минуту је поништен, када је Били Бремнер био у офсајду. Франц Рот је погодио у 71. минуту за Бајерн, а Герд Милер је повећао вођство десет минута касније и обезбедио победу Бајерну од 2:0.
Бајерну је то била друга узастопна победа на такмичењу, иако нису успели да сачувају титулу у Бундеслиги, завршивши на 10. месту. Нереди које су изазвали навијача Лидса током меча довели су до тога да је УЕФА забранила клубу да игра међународне утакмице из европског такмичења на четири године, иако је то по жалби после смањено на две године.

## Пут до финала
| Бајерн Минхен  | Бајерн Минхен | Бајерн Минхен | Бајерн Минхен | Коло         | Лидс јунајтед | Лидс јунајтед | Лидс јунајтед | Лидс јунајтед |
| -------------- | ------------- | ------------- | ------------- | ------------ | ------------- | ------------- | ------------- | ------------- |
| Противник      | Ук. рез.      | 1. ута        | 2. ута        |              | Противник     | Ук. рез.      | 1. ута        | 2. ута        |
| Слободан       | Слободан      | Слободан      | Слободан      | Прво коло    | Цирих         | 5–3           | 4–1 (д)       | 1–2 (г)       |
| Магдебург      | 5–3           | 3–2 (д)       | 2–1 (г)       | Друго коло   | Ујпешт Дожа   | 5–1           | 2–1 (г)       | 3–0 (д)       |
| Арарат Јереван | 2–1           | 2–0 (д)       | 0–1 (г)       | Четвртфинале | Андерлехт     | 4–0           | 3–0 (д)       | 1–0 (г)       |
| Сент Етјен     | 2–0           | 0–0 (г)       | 2–0 (д)       | Полуфинале   | Барселона     | 3–2           | 2–1 (д)       | 1–1 (г)       |

## Утакмица

### Детаљи
Лидс јунајтед је доминирао већим делом меча и имао неколико промашаја, док је Бајерн створио мало шанси. Утакмица је постала контроверзна због неколико жестоко оспорених судијских одлука.
После три минута, Бајерновом шведском међународном дефанзивцу Бјорну Андерсону, Тери Јорат је сломио ногу док лопта није била у игри, што је немачки интернационалац Ули Хонес описао као „најбруталнији фаул који сам икада видео“. Андерсона је заменио Сеп Вајс који је после тога одиграо само неколико мечева за Бајерн. У 23. минуту капитен Бајерна Франц Бекенбауер је био у свом шеснаестерцу на земљи и ослонио се на леву руку која је накнадно дошла у контакт са лоптом. Фудбалери Лидса су апеловали на казну, што је француски судија Мишел Китабђијан одбио. Контроверзније је, међутим, било када је судија није свирао пенал Лидсу у 34. минуту након што је Бекенбауер саплео Алана Кларка, који је са левог крила нападао гол Бајерна и чинило се да је спреман да заобиђе Бајерновог голмана Сепа Мајера. У првом полувремену је такође Ули Хенес задобио тешку повреду колена у 37. минуту након што се незгодно окренуо на терену, што је на крају довело до превременог окончања његове каријере 1979. године у 27. години живота, када је почео своју каријеру у клупском менаџменту, постао је председник Бајерна. На овом мечу га је заменио некадашњи немачки интернационалац Клаус Вундер.
У 62. минуту Били Бремнеру је одбрањен ударац са пет метара изванредним рефлексом Сепа Мајера који је био на голу Бајерна. Мање од минута касније гол Питера Лоримера је поништен, јер је Бремнер био у тесној пасивној офсајд позицији испред гола на шеснаестерцу.  Судија Мишел Китабџијан је у почетку показао на средишњи круг (означавајући гол) пре него што је Бекенбауер истакао да је линијски судија подигао своју заставу. Након тога, судија је Бремнеру показао офсајд. Ова одлука је изазвала немире са навијачима Лидса који су веровали да су „заиста били преварени”.
После прекида меча, Рот је у 71. минуту завршио контранападм постигао гол и довео Бајерн у вођство после кратког додавања Конија Торстенсона. Десет минута касније још једна контра довела је до другог гола за Бајерн преко Герда Милера након центаршута са десног крила од стране Јупа Капелмана.
Због насиља и нереда на утакмици Лидсу је забрањен улазак у Европу на четири године, иако је ово смањено на две године након жалбе. На крају, ова забрана никада није примењена због опадања учинка клуба у касним 1970-им, што је спречило европске квалификације до 1979–80.
Међутим, због насиља, које је укључивало „окршаје у граду и штету на приватној имовини“ према новинару Џефрију Грину, као и оштећење камере од 50.000 фунти и изгубљеног ока и сломљене руке немачким медијским радницима, УЕФА је очигледно размишљала о потпуном одустајању од такмичења.
| Бајерн Минхен       | 2–0      | Лидс јунајтед |
| ------------------- | -------- | ------------- |
| Рот 71’ · Милер 81’ | Извештај |               |

| Бајерн Минхен | Лидс јунајтед |

| GK               | 1  | Сеп Мајер             |     |     |
| RB               | 2  | Бернд Дирнбергер      |     |     |
| CB               | 4  | Ханс Георг Шварценбек | 20’ |     |
| CB               | 5  | Франц Бекенбауер (c)  |     |     |
| LB               | 3  | Бјерн Андерсон        |     | 4’  |
| RM               | 8  | Рајнер Цобел          |     |     |
| CM               | 7  | Кони Торстенсен       |     |     |
| LM               | 6  | Франц Роз             |     |     |
| RF               | 10 | Ули Хенес             |     | 42’ |
| CF               | 9  | Герд Милер            |     |     |
| LF               | 11 | Јуп Капелман          |     |     |
| Резервни играчи: |    |                       |     |     |
| FW               | 12 | Клаус Вундер          |     | 42’ |
| MF               | 13 | Сеп Вајс              |     | 4’  |
| FW               | 14 | Карл Хајнц Румениге   |     |     |
| DF               | 15 | Гинтер Вајс           |     |     |
| GK               | 16 | Уго Робл              |     |     |
| Менаџер:         |    |                       |     |     |
| Детмар Крамер    |    |                       |     |     |

| GK               | 1  | Дејвид Стјуарт   |     |     |
| RB               | 2  | Пол Рини         | 7’  |     |
| CB               | 6  | Норман Хантер    | 83’ |     |
| CB               | 5  | Пол Медли        |     |     |
| LB               | 3  | Френк Греј       |     |     |
| RM               | 7  | Питер Лоример    |     |     |
| CM               | 4  | Били Бремнер (c) |     |     |
| CM               | 10 | Џони Гилс        |     |     |
| LM               | 11 | Тери Јорат       |     | 80’ |
| CF               | 8  | Алан Кларк       |     |     |
| CF               | 9  | Џое Џордан       |     |     |
| Резервни играчи: |    |                  |     |     |
| GK               | 12 | Глен Летерен     |     |     |
| DF               | 13 | Тревор Чери      |     |     |
| DF               | 14 | Питер Хемптон    |     |     |
| MF               | 15 | Еди Греј         |     | 80’ |
| FW               | 16 | Данкан Мекензи   |     |     |
| Менаџер:         |    |                  |     |     |
| Џими Армфилд     |    |                  |     |     |